# Cipressa
Cipressa (en ligur Çiprèssa ) és un comune italià, situat a la regió de la Ligúria i a la província d'Imperia. El 2015 tenia 1.290 habitants.

## Geografia
El comune està situat a la Riviera di Ponente, a 13 km de la capital. Es troba constituït pel nucli central de Cipressa, situat dalt un coll, i la frazione de Lingueglietta, arribant fins a la costa costa amb les localitats de Piani i Aregai. Té una superfície de 9,39 km² i limita amb Civezza, Costarainera, Pietrabruna, Pompeiana, San Lorenzo al Mare, Santo Stefano al Mare i Terzorio.

## Esports
La vila de Cipressa és punt de pas habitual de la Milà-Sanremo, sent la penúltima dificultat muntanyosa, abans del definitiu Poggio di Sanremo.